# Lucyna Wojtasiewicz
Lucyna Teresa Wojtasiewicz (zm. 24 listopada 2021) – polska ekonomistka, prof. dr hab.

## Życiorys
W 1961 ukończyła studia w Wyższej Szkole Ekonomicznej w Poznaniu. W 1985 nadano jej tytuł profesora w zakresie nauk ekonomicznych. Została zatrudniona na stanowisku profesora zwyczajnego w Katedrze Polityki Gospodarczej i Planowania Rozwoju na Wydziale Ekonomii Uniwersytetu Ekonomicznego w Poznaniu. Była członkiem Komitetu Przestrzennego Zagospodarowania Kraju  Prezydium PAN.
Zmarła 24 listopada 2021, pochowana na cmentarzu parafialnym w Biedrusku.

## Odznaczenia i wyróżnienia
- Medal Komisji Edukacji Narodowej[1]
- Krzyż Kawalerski Orderu Odrodzenia Polski[1]
- Nagroda Ministra (wielokrotnie)[1]
- Nagroda Rektora (wielokrotnie)[1]
- Medal „Za zasługi dla UEP[1]
- Odznaka Za zasługi dla województwa poznańskiego, pilskiego i leszczyńskiego[1]
- Brązowy Medal „Za Zasługi dla Obronności Kraju”[1]